# Mazda CX-5
El Mazda CX-5 es un automóvil todoterreno del segmento C que la marca japonesa Mazda lanzó al mercado a principios de 2012. En 2018 se renovó por completo, dando paso a la segunda generación del modelo. Tiene cinco plazas, carrocería de cinco puertas, motor delantero transversal y tracción delantera o a las cuatro ruedas. Reemplaza al Mazda Tribute y en algunos mercados al Mazda CX-7, y tiene como principales rivales al Honda CR-V, el Hyundai ix35, el Kia Sportage, el Nissan Qashqai, el Toyota RAV4, el Citroën C5 Aircross, el Ford Kuga, el Opel Grandland X, el Peugeot 3008, el Renault Kadjar, el SEAT Ateca y el Volkswagen Tiguan.

## Primera generación (2012-2016)
La primera generación del modelo se mostró como prototipo en el Salón del Automóvil de Ginebra de 2011 y se presentó en su versión de producción en el Salón del Automóvil de Frankfurt de 2012. Es el primer modelo de Mazda diseñado bajo el concepto de KODO - Soul of Motion, y el primero que usa la tecnología SKYACTIV de mejora de la relación consumo/prestaciones, que inicia desde cero sin antecedentes semejantes, el diseño de carrocería, motores y nuevos equipamientos.
En un principio, su motor de gasolina iba a ser uno de 2,0 litros atmosférico de 153 a 165 CV, y el Diésel uno 2,2 litros de 150 o 175 CV. En la actualidad ya se cuenta con un motor 2.5 litros atmosférico con 186 hp de potencia y 184 lb-ft de par motor.
Para el modelo 2014, obtuvo el reconocimiento Top Safety Pick +  otorgado por la IIHS, lo que lo coloca como una de las SUV compactas más seguras en el mercado, superando a la Toyota RAV4. Esto también se le puede atribuir a la tecnología SkyActiv, ya que tiene como objetivo, crear carrocerías más rígidas con el menor peso posible.

## Segunda generación (2017-presente)
Mazda renovó por completo la CX-5, para llegar a los distribuidores a mediados del año 2017. Se redefinió el diseño exterior e interior, y le otorgó nuevo equipamiento.
El vehículo presenta una evolución en su plataforma y una evolución del diseño KODO. Además  equipa Skyactiv y la nueva tecnología G-Vectoring Control de Mazda.
Todo lo anterior lo hace destacar por el nivel de refinamiento, equipamiento, tecnología y diseño.